# Gabriele Gelormini
Gabriele Gelormini, född 19 september 1991 i Turin i Italien, är en italiensk travkusk och montéryttare.

## Karriär
Gelormini sökte sig tidigt till Frankrike, och hans första jobb inom travsporten var att göra praktik hos Jean-Michel Bazire. När Bazire erbjöd honom att anställning efter praktiken var slut så tvekade han inte en sekund.
Gelormini slutade på andra plats i Prix d'Amérique 2015, tillsammans med Voltigeur de Myrt. Han har även vunnit Prix Ozo (2016) och Prix des Ducs de Normandie (2017).

## Större segrar i urval
| År   | Lopp                        | Häst               | Tränare            | Grupp   |
| ---- | --------------------------- | ------------------ | ------------------ | ------- |
| 2014 | Master GNT                  | Voltigeur de Myrt  | Roberto Donati     | Grupp 2 |
| 2015 | Prix Jean Le Gonidec        | Amiral Sacha       | Florent Lamare     | Grupp 2 |
| 2015 | Prix Henri Levesque         | Amiral Sacha       | Florent Lamare     | Grupp 2 |
| 2015 | Prix René Ballière          | Voltigeur de Myrt  | Roberto Donati     | Grupp 1 |
| 2015 | Prix Jockey                 | Amiral Sacha       | Florent Lamare     | Grupp 2 |
| 2015 | Grand Prix Anjou-Maine      | Voltigeur de Myrt  | Roberto Donati     | Grupp 3 |
| 2016 | Prix du Plateau de Gravelle | Amiral Sacha       | Florent Lamare     | Grupp 3 |
| 2016 | Prix du Bois de Vincennes   | Amiral Sacha       | Florent Lamare     | Grupp 3 |
| 2016 | Prix Ozo                    | Dawana             | Philippe Allaire   | Grupp 2 |
| 2016 | Prix Chambon P              | Amiral Sacha       | Florent Lamare     | Grupp 2 |
| 2016 | Prix de Bruxelles           | Amiral Sacha       | Florent Lamare     | Grupp 3 |
| 2016 | Grand Prix de Wallonie      | Amiral Sacha       | Florent Lamare     | Grupp 1 |
| 2016 | Prix Guy Deloison           | Dawana             | Philippe Allaire   | Grupp 2 |
| 2016 | Prix Uranie                 | Dawana             | Philippe Allaire   | Grupp 2 |
| 2016 | Prix de l'Étoile            | Bolero Love        | Sébastien Guarato  | Grupp 1 |
| 2016 | Prix Constant Hervieu       | Blue Grass         | Philippe Allaire   | Grupp 3 |
| 2017 | Prix Phaeton                | Dreammoko          | Richard Westerink  | Grupp 2 |
| 2017 | Prix Masina                 | Ere Nouvelle       | Philippe Allaire   | Grupp 2 |
| 2017 | Prix des Ducs de Normandie  | Amiral Sacha       | Florent Lamare     | Grupp 2 |
| 2017 | Gran Premio delle Nazioni   | Uza Josselyn       | René Aebischer     | Grupp 1 |
| 2018 | Prix Phaeton                | Ever Pride         | Sébastien Guarato  | Grupp 2 |
| 2020 | Prix de Bretagne            | Diable de Vauvert  | Bertrand Le Beller | Grupp 2 |
| 2020 | Gran Premio delle Nazioni   | Billie de Montfort | Sébastien Guarato  | Grupp 1 |
| 2021 | Lady Snärts Lopp            | Billie de Montfort | Sébastien Guarato  | -       |
| 2022 | Lady Snärts Lopp            | Heliade du Goutier | Sébastien Guarato  | -       |
| 2022 | Harper Hanovers Lopp        | Diable de Vauvert  | Bertrand Le Beller | Grupp 1 |
| 2023 | Prix des Ducs de Normandie  | Hohneck            | Philippe Allaire   | Grupp 2 |
| 2023 | Elitloppet (2023)           | Hohneck            | Philippe Allaire   | Grupp 1 |